# Дерев'яні церкви карпатського регіону Польщі та України
Дерев'яні церкви карпатського регіону Польщі та України — група історично цінних унікальних дерев'яних церков, які 21 червня 2013 року на 37-й сесії Комітету Світової спадщини ЮНЕСКО, що проходила у Камбоджі, були занесені до Списку Світової спадщини ЮНЕСКО. До списку внесено 16 українських церков — 8 з яких розташовані в Польщі та 8 в Україні. Церкви представляють такі типи архітектури: гуцульський (Україна), галицький (чотири Україна і дві на території Польщі), бойківський (дві в Україні та одна в Польщі) і лемківський (всі п'ять на території Польщі).
| Зображення | Храм                         | Населений пункт | Регіон                 |
| ---------- | ---------------------------- | --------------- | ---------------------- |
|            | Св. Параскеви                | Радруж          | Підкарпатське в.       |
|            | Різдва Пресвятої Богородиці  | Хотинець        | Підкарпатське в.       |
|            | Архангела Михаїла            | Смільник        | Підкарпатське в.       |
|            | Архангела Михаїла            | Туринське       | Підкарпатське в.       |
|            | св. Якова                    | Поворазник      | Малопольське в.        |
|            | Покрова Пресвятої Богородиці | Овчари          | Малопольське в.        |
|            | Св. Параскеви                | Квятонь         | Малопольське в.        |
|            | Архангела Михаїла            | Брунари         | Малопольське в.        |
|            | Св. Духа                     | Потелич         | Львівська обл.         |
|            | Собору Пресвятої Богородиці  | Матків          | Львівська обл.         |
|            | Святої Трійці                | Жовква          | Львівська обл.         |
|            | Св. Юра                      | Дрогобич        | Львівська обл.         |
|            | Св. Духа                     | Рогатин         | Івано-Франківська обл. |
|            | Різдва Пресвятої Богородиці  | Нижній Вербіж   | Івано-Франківська обл. |
|            | Вознесіння Господнього       | Ясіня           | Закарпатська обл.      |
|            | Архангела Михаїла            | Ужок            | Закарпатська обл.      |